# Magdalena Trillo
Magdalena Trillo Domínguez (Rute, Córdoba, España, 1975) es periodista, profesora e investigadora de Comunicación en la Universidad de Granada y asesora de Transformación Digital en Grupo Joly. Durante trece años (2008-2021) ha sido directora del periódico Granada Hoy y ahora continúa como articulista de opinión para los diez diarios del Grupo. También es analista de actualidad política y social en Televisión Española y Radio Nacional de España (RTVE).  
Actualmente es profesora titular en la Facultad de Comunicación y Documentación de la Universidad de Granada. Asimismo, forma parte del equipo de Gobierno de la UGR como coordinadora para las Relaciones Institucionales y codirige la cátedra La Huella Verde para la transformación urbana de Granada.  
Fue reconocida en 2017 por la Junta de Andalucía con el Premio Meridiana por su defensa de los derechos de igualdad de la mujer y en 2016 y 2018 fue incluida por la revista Yo Dona, editada por el diario El Mundo, en la lista de las 500 mujeres más influyentes de España. 

## Biografía
Se licenció en Periodismo en la Facultad de Ciencias de la Información de la Universidad de Málaga y obtuvo el grado de Doctora en Comunicación en la Universidad de Granada, donde ejerce en calidad de profesora desde 2010, impartiendo clases de Comunicación Periodística y Sistemas Empresariales de Medios de Comunicación.
Especializada en Periodismo Digital y Máster en Gestión Cultural por la UOC (Universidad Abierta de Cataluña), lleva más de veinte años compaginando su actividad profesional como periodista y comunicadora con la investigación y la docencia.
Fue miembro fundacional del periódico Granada Hoy, donde comenzó a trabajar como redactora jefa de la sección de Cultura el año de su lanzamiento en 2003. En 2008 fue nombrada directora convirtiéndose en la primera mujer que accedía a este puesto en Grupo Joly, empresa de referencia en el sector de la prensa diaria de Andalucía, y durante más de una década ha sido la única mujer al frente de un diario impreso en la comunidad autónoma. Durante tres años (de 2018 a 2021) compaginó la dirección de Granada Hoy con el desarrollo del proyecto de transformación digital de Grupo Joly como subdirectora para las nueve cabeceras de la compañía (Diario de Sevilla, Diario de Cádiz, Diario de Jerez, Europa Sur, Huelva Información, El Día de Córdoba, Granada Hoy, Málaga Hoy y Diario de Almería) en la sede central en Sevilla. En la actualidad sigue asesorando al grupo de comunicación andaluz en su desarrollo digital (incluido el nuevo periódico digital Jaén Hoy).
Sus artículos de opinión semanales en los diarios del Grupo Joly, recopilados en el blog La Colmena, muestran un elevado compromiso social, vinculación con el territorio y defensa de valores progresistas, feministas y de igualdad. 
Durante más de una década ha colaborado habitualmente en espacios de análisis y debate de RTVA (Canal Sur Radio y Televisión). Desde el año 2021, participa como analista de actualidad política y social en el programa de difusión nacional 'La Hora de La 1' de RTVE (Radio Televisión Española) y desde 2024 en el programa 'Las mañanas de Radio Nacional de España'.
A nivel académico, sus principales líneas de investigación son la aplicación de técnicas cienciométricas y webmétricas al campo de los medios y el periodismo, la exploración sobre los nuevos géneros, formatos y narrativas en el horizonte transmedia del actual sistema de comunicación digital y, en tercer lugar, la innovación periodística tanto en lo referente a nuevas vías de negocio como a rutinas periodísticas y perfiles profesionales. Recientemente, ha orientado su actividad investigadora al ámbito de las migraciones y la movilidad humana, la sostenibilidad y los estudios de género.

## Trayectoria
Comenzó su carrera profesional en la delegación en Granada de la Agencia Efe y en los gabinetes de comunicación del Patronato Provincial de Turismo de la Diputación de Granada, del Festival Internacional de Música y Danza de Granada y de la Universidad de Granada. En esta última institución también trabajó en el Centro de Enseñanzas Virtuales (CEVUG) como responsable de diseño instructivo de contenidos.
Durante dos años fue redactora del periódico Ideal, tanto en la redacción central de Granada como en la delegación de Jaén.
En 2003 formó parte del equipo fundacional del periódico Granada Hoy, donde comenzó a trabajar como redactora jefa de Cultura, publicando el suplemento diario Actual. En septiembre de 2008 fue nombrada directora, convirtiéndose en la primera mujer al frente de un diario en Andalucía y una de las más jóvenes de España. También comienza su actividad como articulista, una de las pocas voces femeninas que marca el pulso de la actualidad en el sector prensa.
Se especializó en Periodismo Digital por la UOC y es Máster en Gestión Cultural por la misma universidad.  
En 2010 comienza a impartir clases como profesora asociada en la Universidad de Granada en el Grado de Comunicación Audiovisual de las asignaturas Comunicación Periodística y Sistema Mediático, y desde 2016 en el Máster de Nuevos Medios Interactivos y Periodismo Multimedia. 
En 2018 a 2021 ejerce como subdirectora del Grupo Joly, coordinando desde la redacción de Diario de Sevilla la transformación digital de las nueve cabeceras de la empresa editorial. 
Ha ido reforzando progresivamente su actividad en la UGR. Primero, desde junio de 2021, como profesora contratada doctora a tiempo completo e indefinido e integrante del equipo docente del Máster de Medios Interactivos y Periodismo Multimedia (actualmente secretaria); y, posteriormente, en abril de 2024, logró plaza dentro del Cuerpo de Profesores Titulares de Universidad. Al mismo tiempo, mantiene su vinculación con Grupo Joly como asesora para la Transformación Digital con un contrato de colaboración a través de la Oficina de Transferencia (OTRI) de la Universidad de Granada. 
Forma parte del grupo de investigación SCImago-UGR y ha sido integrante de los proyectos del Plan Nacional ‘Vigilancia tecnológica de la nanotecnología española a través de sus patentes’, liderado por Víctor Herrero-Solana; ‘Narrativas transmediales: nuevos modos de ficción audiovisual, comunicación periodística y performance en la era digital’ a iniciativa de Domingo Sánchez-Mesa; ‘Transmedialización y Crowdsourcing en las narrativas de ficción y no ficción audiovisuales, periodísticas, dramáticas y literarias’, codirigido por Domingo Sánchez-Mesa y Jordi Alberich-Pascual, y ‘Narración interactiva y visibilidad digital en el documental interactivo y el periodismo estructurado’ liderado por Pere Freixa e investigadores de la universidad Pompeu Fabra. Desde 2024 forma parte del equipo científico que desarrolla el proyecto SCImago Media Rankings, un novedoso sistema que clasifica la reputación digital de más de 5.000 periódicos (impresos y nativos digitales) en 90 idiomas de 200 países. Este proyecto lo lidera Félix de Moya Anegón y participan Lluís Codina y Ramón Salaverría entre otros investigadores.  
La publicación en revistas científicas de impacto, nacionales e internacionales, se completa con su participación en seminarios y congresos y con su actividad docente e investigadora con estancias en el extranjero en centros universitarios de Cuba, México, Uruguay y Ecuador. En 2024 y 2025 ha sido integrante del proyecto europeo sobre migraciones Global Answer, liderado por la UGR e integrado también por universidades de Italia y Suecia.
Compagina su participación como ponente en encuentros especializados del sector con la presentación de eventos, foros, premios, encuentros de redacción y webinar dentro de la actividad que desarrolla Grupo Joly en toda Andalucía.

## Premios y distinciones
- Premio Meridiana en la modalidad de medios de comunicación, publicitarios y redes sociales en 2017.[9]
- Incluida en la lista de las Quinientas mujeres españolas más influyentes. Yo Dona. El Mundo. 2016.
- Incluida en la lista de las Quinientas mujeres españolas más influyentes. Yo Dona. El Mundo. 2018.
- Incluida en la lista de los Cien líderes de la Granada del siglo XXI. Revista Garnata. 2011.
- Premio Villa de Rute a la Trayectoria Profesional. Febrero de 2022.

## Entrevistas y referencias en medios de comunicación
- Defensa tesis doctoral: Análisis cibermétrico de la prensa digital española: ranking de calidad web y mapa de influencia mediática
- Can solutions journalism in local media be the solution to news fatigue in Spain?
- Entrevista Historias con luz
- Entrevista Radiolab UGR
- Entrevista Granada Studios